# Kozłowo
Kozłowo (Koslau fino al 1945) è un comune rurale polacco del distretto di Nidzica, nel voivodato della Varmia-Masuria.
Ricopre una superficie di 254,01 km² e nel 2004 contava 6 116 abitanti.